# (29772) Portocarrero
(29772) Portocarrero est un astéroïde de la ceinture principale.

## Description
(29772) Portocarrero est un astéroïde de la ceinture principale. Il fut découvert le 10 février 1999 à Socorro (Nouveau-Mexique) par le projet LINEAR. Il présente une orbite caractérisée par un demi-grand axe de 2,74 UA, une excentricité de 0,03 et une inclinaison de 4,0° par rapport à l'écliptique.

## Compléments